# Dorothy Burgess

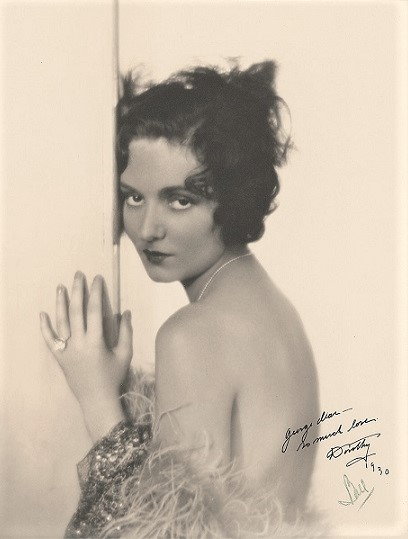
Dorothy Burgess (1930)

Dorothy Burgess (* 4. März 1907 in Los Angeles, Kalifornien; † 21. August 1961 in Riverside, Kalifornien) war eine US-amerikanische Schauspielerin. Bekanntheit erlangte sie vor allem durch ihr Filmdebüt im Western In Old Arizona von 1928.

## Leben
Dorothy Burgess wuchs in ihrer Geburtsstadt Los Angeles auf. Ihr Vater H. A. Burgess war in der damals noch jungen Flugzeugindustrie tätig und wurde Berater von Harris M. Hanshue, dem späteren Gründer der Western Airlines. Dorothy Burgess studierte Kunst an einer Schule in Briarcliff Manor, ehe sie 1932 mit ihrer Mutter Grace nach Malibu zog.
Ihr Bühnendebüt gab Burgess an der Seite ihrer Tante Fay Bainter als Tänzerin im Stück The Music Box Revue. Im August 1926 gab sie mit einer Rolle in der Komödie The Adorable Liar ihr Debüt in New York am 49th Street Theater. Dort wurde sie von George Cukor entdeckt, der ihr im Sommer 1928 mehrere Auftritte am Lyceum Theatre in Rochester verschaffte. Zu ihren dortigen Schauspielpartnern gehörte unter anderem Henry Hull. Es folgten Auftritte am Broadway sowie in verschiedenen Theatern in Los Angeles, wo sich Burgess inzwischen wieder niedergelassen hatte.
Durch ihre Erfolge am Theater wurde Burgess von der Fox Film Corporation unter Vertrag genommen. Ihre erste Filmrolle im 1928 erschienenen Western In Old Arizona als Partnerin von Warner Baxter wurde ihr Durchbruch in Hollywood. In den folgenden Jahren war Burgess in fast 50 Filmen zu sehen, darunter mehrere Hauptrollen. Neben Fox Film wirkte sie auch in Produktionen von Pathé, First National und Universal Pictures mit. Zu ihren bekanntesten Filmen zählen Liebe ohne Zwirn und Faden und A Modern Hero von Georg Wilhelm Pabst.
1943 beendete Dorothy Burgess ihre Schauspielkarriere. 1932 verlobte sie sich mit dem Filmregisseur Clarence Brown, war jedoch nie verheiratet. Im Dezember 1932 wurde sie wegen Totschlags angeklagt, nachdem sie Nachts in San Francisco mit ihrem Wagen ein entgegenkommendes Fahrzeug gerammt hatte. Ein 17 Jahre alter Insasse des entgegenkommenden Wagens kam hierbei ums Leben, zwei weitere wurden verletzt. Burgess wurde zu einer Zahlung von Schmerzensgeld an die beiden Überlebenden sowie die Eltern des verstorbenen Jugendlichen verurteilt.
Im Mai 1961 wurde Dorothy Burgess von ihrem Anwesen in Palm Springs ins Krankenhaus von Riverside gebracht, nachdem sich ihr gesundheitlicher Zustand verschlechtert hatte. Dort wurde Tuberkulose diagnostiziert. Burgess Zustand verschlechterte sich weiter, weshalb sie die Klinik bis zu ihrem Tod nicht mehr verlassen konnte. Drei Monate später starb Dorothy Burgess im Alter von 54 Jahren an den Folgen ihrer Erkrankung. Sie wurde auf dem Olivewood Cemetery in Riverside bestattet.

## Filmografie (Auswahl)
- 1928: In Old Arizona
- 1929: A Song of Kentucky
- 1931: Oh! Oh! Cleopatra (Kurzfilm)
- 1932: Taxi!
- 1933: Ladies They Talk About
- 1933: Ganovenbraut (Hold Your Man)
- 1933: It’s Great to Be Alive
- 1933: Ladies Must Love
- 1933: Nachtflug (Night Flight)
- 1934: Wo ist das Kind der Madeleine F.? (Miss Fane’s Baby Is Stolen)
- 1934: Orient Express
- 1934: Liebe ohne Zwirn und Faden (Fashions of 1934)
- 1934: A Modern Hero
- 1934: Affairs of a Gentleman
- 1934: Schwarzer Mond (Black Moon)
- 1934: Hat, Coat, and Glove
- 1935: Village Tale
- 1940: The Lady in Question
- 1942: Lady for a Night
- 1943: Girls in Chains